# Добривоје Стојановић (лекар)
Добривоје Стојановић (Лесковац, 16. јун 1965) српски је лекар. У родном граду је завршио основно образовање и 1983. године Медицинску школу. Медицински факултет завршио је 1989. у Нишу. Специјалситички испит из трансфузиологије положио је 1997. године у Београду. Од 1991. радио је у Дому здравља у Грделици као лекар опште медицине. Активан је члан Подружнице СЛД у Лесковцу и Секције за Трансфузиологију. Члан је Председништва Секције за трансфузиологију. Радио је у Медицинској школи у Лесковцу 1990. и 1991. године и од 2001. до данас. Активно сарађује са Општинским одбором Црвеног крста у Лесковцу.